# Equator (tandheelkunde)
De equator is in de tandheelkunde en de anatomie van de mondholte de grens van het tandvlees wordt aangeduid. De equator is van belang omdat een tandheelkundig element als een kroon, soms een inlay of een bevestiging als de prummelklem tot onder de grens van het tandvlees reikt.